# Котов Володимир Петрович
Кото́в Володи́мир Петро́вич (рос. Котов Владимир Петрович, нар. 1928 — пом.21 травня 1975) — російський поет. Мав репутацію «комсомольського поета».

## Біографія
Народився 1928 р.
Завідував відділом поезії в літературному журналі «Молода гвардія».
Помер Котов 21 травня 1975, похований у Москві на Донському кладовищі.

## Творчість
На вірші Володимира Котова написаний ряд відомих пісень:
- «Веселий марш висотників-монтажників» (рос. Весёлый марш высотников-монтажников, з кінофільму «Висота»),
- «Чому, чому» (рос. Отчего, почему, з кінофільму «Повість про перше кохання»),
- «Завжди зі мною» (рос. Всегда со мной), та інші.

Книги :
- «Літні дні» (рос. Летние дни, 1955),
- «Була у дівчини коса» (рос. Была у девушки коса, 1958),
- «Сокольники» (рос. Сокольники, 1964),
- «Запишіть мене в комсомол!» (рос. Запишите меня в комсомол!, 1966),
- «Захищайся, любове!» (рос. Защищайся, любовь!, 1969),
- «Вірність батькам» (рос. Верность отцам, 1971),
- «Триває бій» (рос. Продолжается бой, 1974).